# شبقية

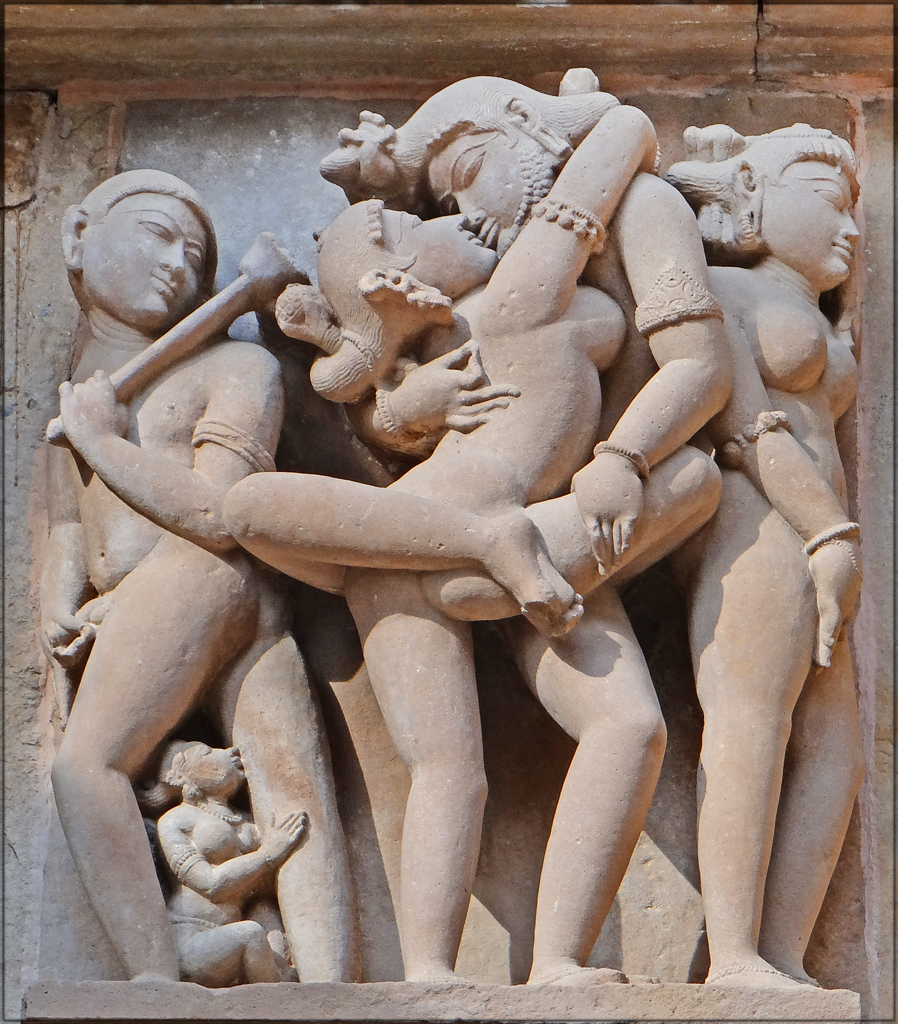
تماثيل كاما الشبقية في معبد خاجوراهو، الهند؛ تصور في المنتصف أنثى وذكرًا متشابكين في الميثونة، بينما في كل جانب ذكر وأنثى يستمني.

الشبقيّة أو الشَّهَوية (بالإنجليزية: Eroticism)‏ (نقحرة: إيروتيسيزم) هو الجانب الجمالي للغريزة الجنسية وخاصة مشاعر ترقب حدوث النشاط الجنسي. اشتُق المصطلح العلمي إِيروتِزم من اسم إله الحب الإغريقي إيروس.

## اقرأ أيضا
- رومانسية (حب)
- إثارة جنسية
- مؤتمر بارنارد للجنسانية 1982